# Badminton-Senioreneuropameisterschaft 2010
Die Badminton-Senioreneuropameisterschaft 2010 fand vom 27. September bis zum 2. Oktober 2010 in Dundalk statt.

## Die Sieger und Platzierten

### Senioren 35+
| Veranstaltung | Gold                                    | Silber                       | Bronze                        |
| ------------- | --------------------------------------- | ---------------------------- | ----------------------------- |
| Herreneinzel  | Vladislav Druzchenko                    | Fredrik Bohlin               | Eric Patz                     |
| Herreneinzel  | Vladislav Druzchenko                    | Fredrik Bohlin               | Carsten Loesch                |
| Dameneinzel   | Pernille Strøm                          | Camilla Schmidt              | Stephanie Ruberg              |
| Dameneinzel   | Pernille Strøm                          | Camilla Schmidt              | Sarah Panesar                 |
| Herrendoppel  | Vladislav Druzchenko Oleksandr Okhotnyy | Nitin Panesar Mark Topping   | Niall Gannon Joe Ledwidge     |
| Herrendoppel  | Vladislav Druzchenko Oleksandr Okhotnyy | Nitin Panesar Mark Topping   | Jonas Andersson Ulf Svensson  |
| Damendoppel   | Michaela Hukriede Stephanie Ruberg      | Sarah Panesar Nicola Smith   | Ulla Jark Maria Jönsson       |
| Damendoppel   | Michaela Hukriede Stephanie Ruberg      | Sarah Panesar Nicola Smith   | Anja Dietz Edeltraud Vonmetz  |
| Mixed         | Nitin Panesar Sarah Panesar             | Julian Priestly Nicola Smith | Eric Patz Edeltraud Vonmetz   |
| Mixed         | Nitin Panesar Sarah Panesar             | Julian Priestly Nicola Smith | Dirk Ruberg Michaela Hukriede |

### Senioren 40+
| Veranstaltung | Gold                               | Silber                        | Bronze                         |
| ------------- | ---------------------------------- | ----------------------------- | ------------------------------ |
| Herreneinzel  | Rajeev Bagga                       | Marek Bujak                   | Stefan Edvardsson              |
| Herreneinzel  | Rajeev Bagga                       | Marek Bujak                   | Carsten Steenberg              |
| Dameneinzel   | Dorota Grzejdak                    | Betty Blair                   | Marina Kårström                |
| Dameneinzel   | Dorota Grzejdak                    | Betty Blair                   | Erika Stich                    |
| Herrendoppel  | Jesper Hermansen Carsten Steenberg | Chris Hunt Nick Ponting       | Mark Golds Julian Priestly     |
| Herrendoppel  | Jesper Hermansen Carsten Steenberg | Chris Hunt Nick Ponting       | Stefan Sjöö Erik Söderberg     |
| Damendoppel   | Petya Georgieva Dorota Grzejdak    | Kirsten Drachmann Lene Struwe | Betty Blair Debbie Miller      |
| Damendoppel   | Petya Georgieva Dorota Grzejdak    | Kirsten Drachmann Lene Struwe | Anki Gunners Tanja Karlsson    |
| Mixed         | Nick Ponting Julie Bradbury        | Rajeev Bagga Sue Crompton     | David Wood Viv Gillard         |
| Mixed         | Nick Ponting Julie Bradbury        | Rajeev Bagga Sue Crompton     | Marek Bujak Mirella Engelhardt |

### Senioren 45+
| Veranstaltung | Gold                                    | Silber                               | Bronze                             |
| ------------- | --------------------------------------- | ------------------------------------ | ---------------------------------- |
| Herreneinzel  | Michael Watt                            | Øyvind Berntsen                      | Heikki Väisänen                    |
| Herreneinzel  | Michael Watt                            | Øyvind Berntsen                      | Stefan Sjöö                        |
| Dameneinzel   | Jeannette van der Werff                 | Lone Hagelskjær Knudsen              | Cathy Bargh                        |
| Dameneinzel   | Jeannette van der Werff                 | Lone Hagelskjær Knudsen              | Karin Rosager                      |
| Herrendoppel  | Steve Parry Norman Wheatley             | Graham Henderson Michael Watt        | Jan Bertram Petersen Jesper Tolman |
| Herrendoppel  | Steve Parry Norman Wheatley             | Graham Henderson Michael Watt        | Morten Christensen Jan Sølyst      |
| Damendoppel   | Lone Hagelskjær Knudsen Jeanette Koldsø | Sandra Kroon Jeannette van der Werff | Sue Crompton Viv Gillard           |
| Damendoppel   | Lone Hagelskjær Knudsen Jeanette Koldsø | Sandra Kroon Jeannette van der Werff | Chris Marsden Elaine Meagher       |
| Mixed         | Morten Christensen Jeanette Koldsø      | Øyvind Berntsen Hanne Bertelsen      | Jan Sølyst Gitte Kruse             |
| Mixed         | Morten Christensen Jeanette Koldsø      | Øyvind Berntsen Hanne Bertelsen      | Steve Parry Kay Vickers            |

### Senioren 50+
| Veranstaltung             | Gold                            | Silber                             | Bronze                           |
| ------------------------- | ------------------------------- | ---------------------------------- | -------------------------------- |
| Herreneinzel              | Eric Plane                      | Per Juul Ulrich                    | Michael Schneider                |
| Herreneinzel              | Eric Plane                      | Per Juul Ulrich                    | Geir Arnevik                     |
| Dameneinzel               | Svetlana Zilberman              | Heidi Bender                       | Heike Habersang                  |
| Dameneinzel               | Svetlana Zilberman              | Heidi Bender                       | Marlies Wessels                  |
| Herrendoppel              | Darrell Roebuck Kim Yong        | Jesper Helledie Per Nygaard        | John Molyneux Ian Purton         |
| Herrendoppel              | Darrell Roebuck Kim Yong        | Jesper Helledie Per Nygaard        | Paul Cooper Eric Plane           |
| Damendoppel               | Diana Koleva Svetlana Zilberman | Heidi Bender Petra Dieris-Wierichs |                                  |
| Damendoppel               | Diana Koleva Svetlana Zilberman | Heidi Bender Petra Dieris-Wierichs | Ellen Aagaard Annette Vollertzen |
| Reggie Baker Andi Stretch |                                 |                                    |                                  |
| Mixed                     | Per Nygaard Annette Vollertzen  | Ian Purton Christine Crossley      | Christer Forsgren Sonja Hermann  |
| Mixed                     | Per Nygaard Annette Vollertzen  | Ian Purton Christine Crossley      | Per Juul Ulrich Heidi Bender     |

### Senioren 55+
| Veranstaltung | Gold                               | Silber                           | Bronze                          |
| ------------- | ---------------------------------- | -------------------------------- | ------------------------------- |
| Herreneinzel  | Vladimir Koloskov                  | Tariq Farooq                     | Terje Dag Østhassel             |
| Herreneinzel  | Vladimir Koloskov                  | Tariq Farooq                     | Brian Wallwork                  |
| Dameneinzel   | Christine Black                    | Christine Crossley               | Carina Kruseborn                |
| Dameneinzel   | Christine Black                    | Christine Crossley               | Marjan Ridder                   |
| Herrendoppel  | Jeppe Jepsen Per Mikkelsen         | Vladimir Koloskov Igor Ponomarev | Arne Gjelstrup Christian Hansen |
| Herrendoppel  | Jeppe Jepsen Per Mikkelsen         | Vladimir Koloskov Igor Ponomarev | Bill Hamblett Graham Holt       |
| Damendoppel   | Christine Black Christine Crossley | Betty Bartlett Pamela Dallow     | Margaret Robertson Ulla Roinela |
| Damendoppel   | Christine Black Christine Crossley | Betty Bartlett Pamela Dallow     | Anita Harris Christine Salmon   |
| Mixed         | Jesper Helledie Christine Black    | Rob Ridder Marjan Ridder         | Peter Emptage Pamela Dallow     |
| Mixed         | Jesper Helledie Christine Black    | Rob Ridder Marjan Ridder         | Brian Wallwork Betty Bartlett   |

### Senioren 60+
| Veranstaltung | Gold                   | Silber                   | Bronze                       |
| ------------- | ---------------------- | ------------------------ | ---------------------------- |
| Herreneinzel  | Per Dabelsteen         | John Kirkebye            | Gregor Bartmann              |
| Herreneinzel  | Per Dabelsteen         | John Kirkebye            | Per-Arnold Höij              |
| Dameneinzel   | Jessy Havelaar         | Liselotte Wengberg       | Viviane Bonnay               |
| Dameneinzel   | Jessy Havelaar         | Liselotte Wengberg       | Irene Sterlie                |
| Herrendoppel  | Ray Sharp Brian Wright | Robert J. Bell Roy Lord  | Jim Garrett Steve Ramsbottom |
| Herrendoppel  | Ray Sharp Brian Wright | Robert J. Bell Roy Lord  | Per Dabelsteen John Kirkebye |
| Damendoppel   | Susan Ely Pam Firth    | Joanna Elson Val O’Neill | Ewa Carlander Irene Sterlie  |
| Damendoppel   | Susan Ely Pam Firth    | Joanna Elson Val O’Neill | Jessy Havelaar Helga Peeck   |
| Mixed         | Brian Wright Susan Ely | Ray Sharp Pam Firth      | Kari Laakso Wiola Renholm    |
| Mixed         | Brian Wright Susan Ely | Ray Sharp Pam Firth      | Robert J. Bell Penny Shears  |

### Senioren 65+
| Disziplin    | Gold                           | Silber                         | Bronze                            |
| ------------ | ------------------------------ | ------------------------------ | --------------------------------- |
| Herreneinzel | Harry Shadwick                 | Pawel Gasz                     | Knut Liland                       |
| Herreneinzel | Harry Shadwick                 | Pawel Gasz                     | Gerd Pigola                       |
| Dameneinzel  | Renate Gabriel                 | Renate Knötzsch                | Rita Gerst                        |
| Dameneinzel  | Renate Gabriel                 | Renate Knötzsch                | Beryl Goodhall                    |
| Herrendoppel | Michael Coley Harry Shadwick   | Gerd Pigola Dietmar Unser      | Hans-Hinrich Meyer Heinz Regineri |
| Herrendoppel | Michael Coley Harry Shadwick   | Gerd Pigola Dietmar Unser      | Henryk Radziwonik Ken Tantum      |
| Damendoppel  | Kaya Garbrecht Grete Steenberg | Brenda Andrew Beryl Goodhall   | Brenda Loth Dympna Sheridan       |
| Damendoppel  | Kaya Garbrecht Grete Steenberg | Brenda Andrew Beryl Goodhall   | Renate Gabriel Renate Knötzsch    |
| Mixed        | Harry Shadwick Brenda Andrew   | Hans Schumacher Renate Gabriel | Ken Tantum Joanna Elson           |
| Mixed        | Harry Shadwick Brenda Andrew   | Hans Schumacher Renate Gabriel | Roger Baldwin Victoria Betts      |